# Samtgemeinde Neuenhaus

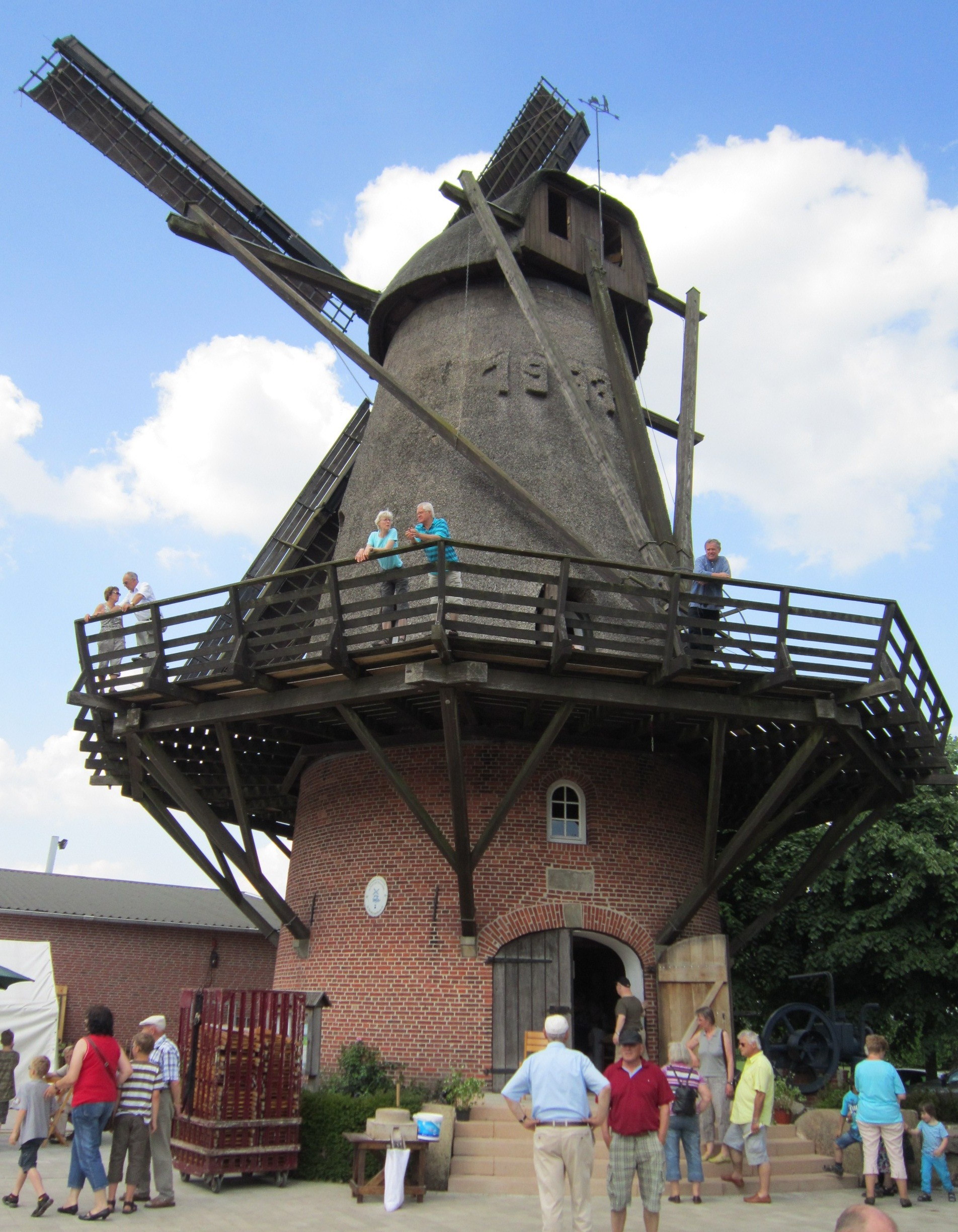
Windmolen van Georgsdorf

In de Samtgemeinde Neuenhaus werken vijf gemeenten in het landkreis Grafschaft Bentheim nauw samen voor de uitvoering van de gemeentelijke taken die door de Duitse overheid aan de afzonderlijke gemeenten zijn gedelegeerd.

## Deelnemende gemeenten
In de samtgemeinde werken onderstaande gemeenten nauw samen:
- Esche
- Georgsdorf
- Lage
- Neuenhaus (bestuurszetel)
- Osterwald

## Politiek
Het samenwerkingsverband kent een eigen raad die de belangen behartigt van de deelnemende gemeenten. Ook kent de samtgemeinde een eigen burgemeester.

## Jumelage
De samtgemeinde kent twee jumelages (dit zijn vriendschapsbanden tussen twee lokale overheden):
- Boussy-Saint-Antoine in Frankrijk, sinds 1990
- Zelów in Polen, sinds 1993